# Ernst Will
Ernst Will (* 20. Februar 1885 in Braunschweig; † 24. Januar 1950 ebenda) war ein deutscher Politiker der (CDU). 
Er war Rechtsanwalt und Mitglied des Ernannten Braunschweigischen Landtages vom 21. Februar 1946 bis zum 21. November 1946. 

## Quelle
- Barbara Simon: Abgeordnete in Niedersachsen 1946–1994. Biographisches Handbuch. Hrsg. vom Präsidenten des Niedersächsischen Landtages. Niedersächsischer Landtag, Hannover 1996, S. 409.

| Personendaten    | Personendaten             |
| ---------------- | ------------------------- |
| NAME             | Will, Ernst               |
| KURZBESCHREIBUNG | deutscher Politiker (CDU) |
| GEBURTSDATUM     | 20. Februar 1885          |
| GEBURTSORT       | Braunschweig              |
| STERBEDATUM      | 24. Januar 1950           |
| STERBEORT        | Braunschweig              |